# Chrysosoma tractatum
Chrysosoma tractatum är en tvåvingeart som beskrevs av Becker 1923. Chrysosoma tractatum ingår i släktet Chrysosoma och familjen styltflugor.
Artens utbredningsområde är Togo. Inga underarter finns listade i Catalogue of Life.